# NGC 3449
NGC 3449 is een balkspiraalstelsel in het sterrenbeeld Luchtpomp. Het hemelobject werd op 29 april 1834 ontdekt door de Britse astronoom John Herschel.

## Synoniemen
- ESO 376-25
- MCG -5-26-10
- IRAS 10505-3240
- PGC 32666